# 加利福尼亞州州長
加利福尼亞州州長（英語：Governor of California）是加利福尼亞州的州長，也是加利福尼亞州州政府最高的行政長官，職責包含對加利福尼亞州議會發表年度「州情咨文」（State of the State）、提交年度預算、和確認州法律得到確實執行。隨著加利福尼亞州於1850年正式加入美國聯邦，加利福尼亞州州長的職位也同時設立。在這之前，加利福尼亞州州長有2任的行政長官為美國軍方派任的軍事州長；當加利福尼亞州仍在墨西哥治理下時，加利福尼亞州也曾有數位墨西哥州長。現任的加利福尼亞州州長為民主黨籍加文·紐森，2019年1月7日就職。

## 外部連結
- Office of the Governor of California（加利福尼亞州州長辦公室） （页面存档备份，存于）